# Den Groenen Staek
Den Groenen Staek en omgeving is een beschermd dorpsgezicht in Kolegem, een parochie in de Gentse deelgemeente Mariakerke. Deze herberg werd reeds vermeld in geschriften in 1784 en is bekend als lusttuin. Het is een duidelijk referentiepunt in Mariakerke en ligt op de kruising tussen twee grote verkeersassen. Een van deze verkeersassen draagt dezelfde naam als de herberg. In 1983 werd deze herberg en omgeving een beschermd dorpsgezicht.

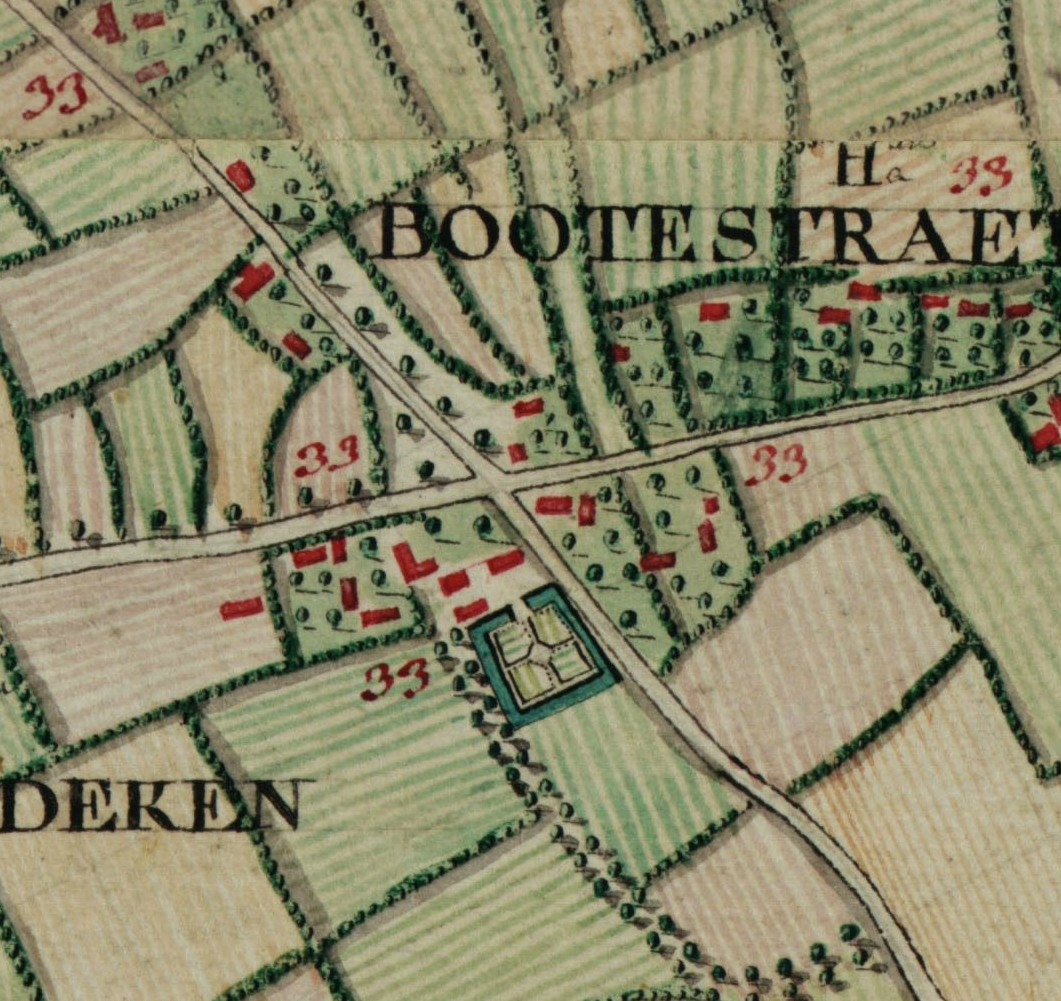
Kruispunt Eeklostraat en huidige Groenstaakstraat op kaart van Ferraris